# Ghotna

Ghotna.

Ghotna är ett traditionellt indiskt träredskap som används som en mortelstöt för att mala säd och kryddor. Ghotna används också som en form av tortyrredskap.